# Régiment de Bourbon-Busset cavalerie
Pour les articles homonymes, voir régiment de Roquépine, régiment de Vaudrey et régiment de Bourbon.
Le régiment de Bourbon-Busset cavalerie est un régiment de cavalerie du royaume de France créé en 1674.

## Création et différentes dénominations
- 1er mars 1674 : création du régiment de Duc cavalerie
- 1690 : renommé régiment de Roquépine cavalerie
- 1701 : renommé régiment de Sully cavalerie
- 19 décembre 1706 : renommé régiment de Vaudrey cavalerie
- 1734 : renommé régiment de Châtellerault cavalerie
- 24 février 1738 : renommé régiment d’Andlau cavalerie
- 1er décembre 1745 : renommé régiment de Bourbon-Busset cavalerie
- 1er décembre 1761 : réformé par incorporation au régiment Royal-Picardie cavalerie

## Équipement

### Étendards
4 étendards de « ſoye rouge, Soleil au milieu brodé, & frangez d’or ».

Étendards
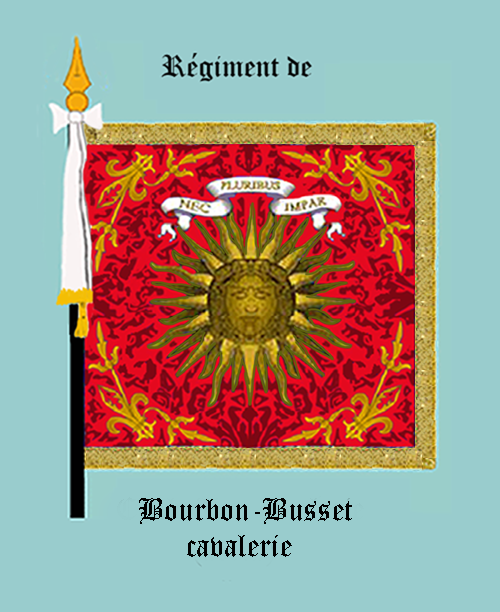
régiment de Bourbon-Busset cavalerie, avers

### Habillement

Uniformes
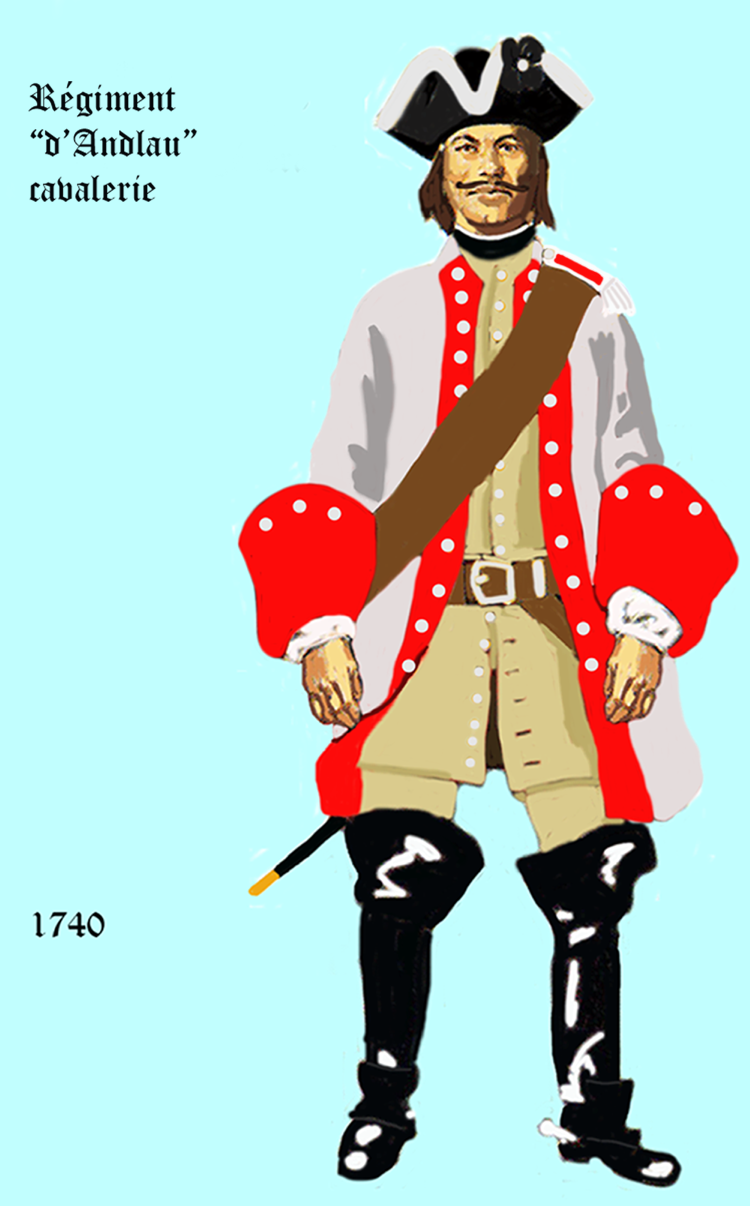
de 1740 à 1757
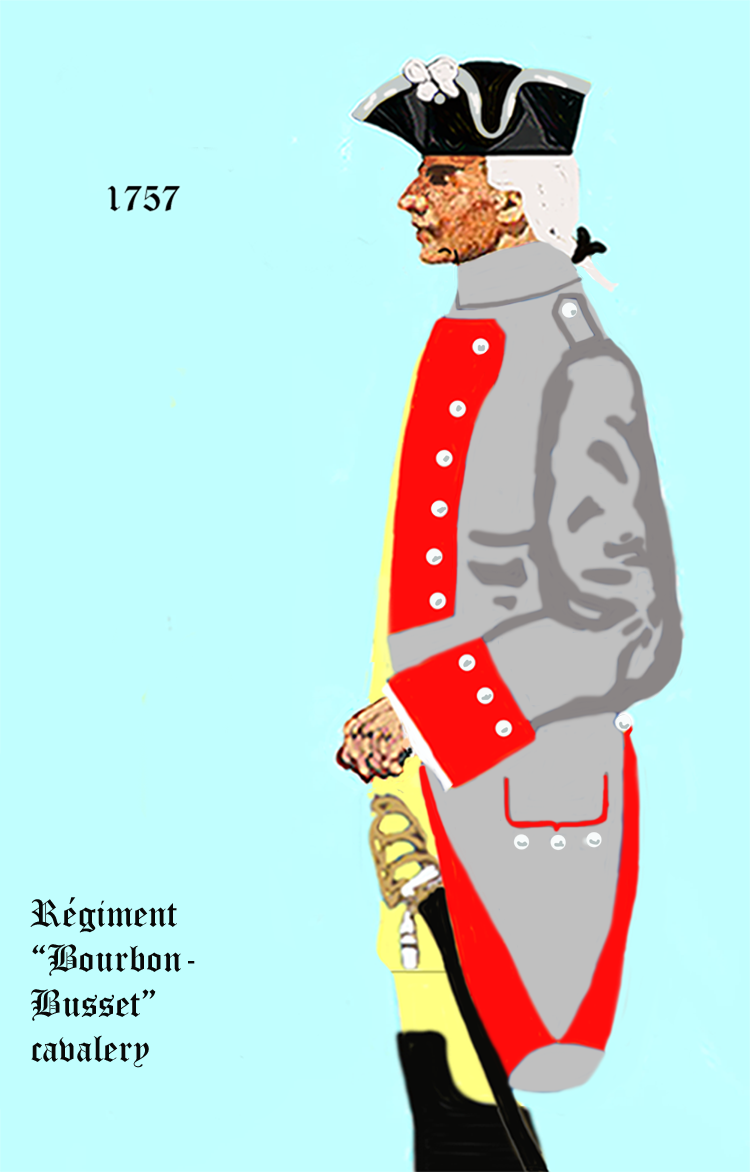
régiment de Bourbon-Busset cavalerie de 1757 à 1761

## Historique

### Mestres de camp
- 1er mars 1674 - 23 octobre 1689 : Emmanuel Auguste Duc, des comtes de Coconato, chevalier puis comte Duc, brigadier le 25 septembre 1676, maréchal de camp le 24 août 1688, † 4 février 1713
- 1690 : marquis de Roquépine
- 1701 : duc de Sully
- 19 décembre 1706 : Claude Antoine Eugène, chevalier puis comte de Vaudrey, brigadier le 1er février 1719, maréchal de camp le 20 février 1734, lieutenant général des armées du roi le 1er mars 1738, † 14 avril 1748
- 1734 : duc de Châtellerault
- 24 février 1738 : Léonord, comte d’Andlau, brigadier le 20 février 1743, déclaré maréchal de camp en novembre 1745 par brevet expédié le 1er mai, lieutenant général des armées du roi décembre 1748 par pouvoir expédié le 10 mai
- 1er décembre 1745 : François Louis Antoine de Bourbon, comte de Bourbon-Busset, brigadier le 1er mai 1758, déclaré maréchal de camp en décembre 1762 par brevet expédié le 20 février, lieutenant général des armées du roi le 1er mars 1780, † 16 janvier 1793

### Quartiers
- Vezoul[1]